# Robert W. Wilkins
Robert Wallace Wilkins (* 4. Dezember 1906 in Chattanooga, Tennessee; † 9. April 2003 in Newburyport, Massachusetts) war ein US-amerikanischer Mediziner, der sich mit Bluthochdruck befasste.

## Ausbildung und Werdegang
Wilkins erhielt 1928 einen Bachelor-Abschluss an der University of North Carolina in Chapel Hill und arbeitete ein Jahr als Lehrer, bevor er 1929 sein Medizinstudium an der University of North Carolina begann und ab 1931 an der Harvard Medical School fortsetzte. 1933 schloss er das Studium als M.D. ab. Im Anschluss führte er eine Facharztausbildung am Boston City Hospital und in den Thorndike Memorial Laboratories durch. Er konnte über ein Stipendium ein Jahr in London verbringen und arbeitete ab 1938 an der Johns Hopkins University, bevor ihn Chester Keefer 1940 als Professor und Leiter der kardiovaskulären Abteilung an das Evans Memorial Department of Clinical Research and Preventive Medicine der Boston University School of Medicine holte. Ab 1950 leitete er dort das Council of High Blood Pressure Research. 1957 wurde er in die American Academy of Arts and Sciences gewählt. Von 1960 bis 1972 war er als Keefers Nachfolger Direktor des Evans Memorial Department of Clinical Research and Preventive Medicine, Vorstand der Medizinfakultät und Chefarzt des Universitätshospitals der Boston University Medical School (das spätere Boston Medical Center). 1972 ging er in den Ruhestand und lebte bis zu seinem Tod in Newburyport.
Wilkins war verheiratet und hatte zwei Töchter sowie einen Sohn.

## Errungenschaften
Um 1950 führte er Reserpin als erstes Mittel gegen Bluthochdruck ein, ein Extrakt aus der Rauwolfia. Darüber hinaus erkannte er früh Bluthochdruck als gefährliches Krankheitsbild, gegen das mit Medikamenten vorgegangen werden muss. Davor war man überwiegend davon ausgegangen, dass dies ein normaler Alterungsprozess und eine Senkung des Blutdrucks im Gegenteil schädlich sei, da das Blut dann nicht mehr durch die verengten Arterien und Venen gepumpt werden könne. 1957 veröffentlichte er eine Studie, in der er die Nützlichkeit von Chlorthiazid (Diuril) als blutdrucksenkendes Mittel zeigte.
In den 1950er Jahren führte er seine Step-Care Methode (auch Stepped Care) zur Behandlung von Bluthochdruck ein. Dieses heute vielfach verwendete Verfahren passt die Behandlung in Stufen abhängig vom Erfolg niedrigerer Dosierung an.
Im Zweiten Weltkrieg entwickelte er Druckausgleichsanzüge (G-Suit) für Kampfpiloten und Fallschirmsprünge aus großen Höhen. 1958 erhielt er dafür den Lasker~DeBakey Clinical Medical Research Award. 1957/58 war er Präsident der American Heart Association.

## Veröffentlichungen
- Chester S. Keefer; Robert W. Wilkins: Medicine: essentials of clinical practice. Little, Brown, Boston 1970, ISBN 978-0-7000-0183-5.